# Agregador de pòdcast
Un agregador de pòdcasts o client de pòdcasts (també conegut pel seu nom en anglès podcatcher) és un programa informàtic que permet gestionar la recepció i la visualització de pòdcasts. S'utilitza per descarregar i reproduir diversos tipus de fitxers digitals mitjançant el sistema de difusió amb el format RSS o XML.
Aquestes aplicacions són molt conegudes i utilitzades per descarregar pòdcasts en format d'àudio, però molts d'aquests programes també són capaços de descarregar vídeos, notícies, text i imatges. En general, aquestes aplicacions permeten als usuaris subscriure's directament a un pòdcast proporcionant l'URL del feed RSS o XML. Tot i que moltes inclouen cercadors de pòdcasts per facilitar l'accés a diferents directoris.

## Llista d'agregadors de pòdcast
A continuació es mostra una llista d'agregadors o programes destacats amb capacitat de gestió de pòdcasts.
| Títol                | Descripció                                                                                             | Llicència    | Data de l'última versió | Sistema Operatiu                                                          |
| -------------------- | --- | ------------ | ----------------------- | ------------------------------------------------------------------------- |
| Amarok               | Reproductor de música i client de podcast                                                              | GPL v2       | Agost 16, 2015          | FreeBSD, Linux                                                            |
| AntennaPod           | Gestor de podcasts per a Android                                                                       | MIT          | Febrer 12, 2020         | Android                                                                   |
| Banshee              | Reproductor de música i client de podcast                                                              | MIT          | Març 18, 2014           | Linux, macOS, Windows                                                     |
| Castbox              | Aplicació per a pòdcasts i ràdio                                                                       | Propietari   |                         | Android, iOS                                                              |
| Clementine           | Una bifurcació multiplataforma d'Amarok                                                                | GPL          | Abril 19, 2016          | Linux, Windows, macOS                                                     |
| doubleTwist          | Reproductor de música Android amb directori de pòdcasts i suport per a pòdcasts.                       |              | Març 2007               | Android                                                                   |
| Feedbooks            | Client de xarxes socials amb suport per a pòdcasts.                                                    |              | Abril 2014              | Windows                                                                   |
| Foobar2000           | Reproductor d'àudio versàtil amb agregador com a component separat                                     | Donationware | Abril 7, 2017           | Windows                                                                   |
| Google Podcasts      | | Propietari   |                         | Android                                                                   |
| sPodder gPodder (fr) | Simple, open source pòdcast client written in Python                                                   | GPL 3        | Juny 21, 2020           | Windows, Linux, macOS and others                                          |
| iTunes               | Client de pòdcast senzill i de codi obert escrit en Python                                             | Propietari   | Març 25, 2019           | Windows, macOS                                                            |
| Juice                | Un podcatcher multiplataforma (descatalogat)                                                           | GPL          | Juliol 18, 2006         | Windows, macOS                                                            |
| Liferea              | Agregador de notícies per a feeds de notícies en línia, compta amb suport de podcasts                  | GPL          | Desembre 27, 2016       | Linux                                                                     |
| Media Go             | Similar a iTunes per a Sony PlayStation Portable                                                       | Propietari   |                         | Windows                                                                   |
| MediaMonkey          | Organitzador multimèdia amb agregador integrat                                                         | Propietari   | Febrer 26, 2017         | Windows                                                                   |
| Miro                 | Un reproductor de vídeo integrat amb podcatcher (descatalogat)                                         | GPL v2       | Abril 16, 2013          | Windows, Linux, macOS                                                     |
| MusicBee             | Reproductor de música amb podcatcher integrat                                                          | Propietari   | Març 10, 2017           | Windows                                                                   |
| NetNewsWire          | Un lector de notícies RSS i Atom                                                                       | Propietari   |                         | macOS, iOS                                                                |
| NewsFire             | Lector de notícies i client de podcasts per a MacOS X.                                                 | Propietari   |                         | macOS                                                                     |
| Overcast             | Un client de podcast gratuït per a Apple Watch, iPad i iPhone                                          | Propietari   | Octubre 13, 2020        | iOS, watchOS                                                              |
| Pocket Casts         | Un client de podcast multiplataforma                                                                   | Propietari   | Desembre 13, 2020       | iOS, Android, watchOS, Windows, macOS and Web                             |
| PodcastAddict        | Aplicació de podcasts d'àudio i vídeo                                                                  | Propietari   | Desembre 8, 2020        |                                                                           |
| Podwalk              | Un client de podcasts per a podcasts d'ubicació específica.                                            | Propietari   | Febrer 1, 2017          | iOS                                                                       |
| Radio UserLand       | Una eina de blocs i un lector de notícies RSS                                                          | Propietari   | Setembre 6, 2005        | Windows, classic Mac OS, macOS                                            |
| Rhythmbox            | Aplicació de gestió de música predeterminada per al GNOME                                              | GPL v2       | Setembre 10, 2016       | Linux                                                                     |
| Spotify              | Un servei de transmissió de música comercial amb suport de podcasts (sense disponibilitat de feed RSS) | Propietari   |                         | Windows, Linux, Android, iOS, Chrome OS, macOS, Sony PlayStation, and Web |
| Stitcher             | Emissora de ràdio i client de podcast                                                                  | Propietari   |                         | Android, iOS, Web                                                         |
| VLC                  | Reproductor multimèdia multiplataforma, inclou una funció de subscripció a podcasts                    | GPL v2       | Gener 10, 2019          | Windows, Linux, macOS                                                     |
| Winamp               | Reproductor d'àudio comercial amb versió lleugera gratuïta, compatible amb podcasts                    | Propietari   | Desembre 12, 2013       | Windows                                                                   |
| Zune                 | El reproductor de Microsoft abandonat oficialment el juny de 2012                                      | Propietari   | Abril 12, 2010          | Windows                                                                   |